# Ki Szongjong
Ki Szongjong (hangul: 기성용, handzsa: 奇誠庸, RR: Ki Sung-yueng; Kvangdzsu (Gwangju), 1989. január 24. –) dél-koreai válogatott labdarúgó, az angol élvonalbeli Newcastle United középpályása.
Ismert meglátásairól, technikájáról, lefülelt hosszú passzairól és helyezkedéséről.
2011 óta felnőttválogatott, több mint 60 alkalommal hívták be. Két világbajnokságon, a 2011-es Ázsia-kupán és két olimpián vett részt, a 2012-esen bronzérmet nyert.